# Захари Доспевски (офицер)
 Тази статия е за офицера.  За живописеца вижте Захари Доспевски.  
Захари Атанасов Доспевски (до 1945 г. Доспѣвски) е български офицер, генерал-майор от пехотата, участник в Балканската (1912 – 1913) и Междусъюзническата война (1913), командир на рота от 22-ри пехотен тракийски полк през Първата световна война (1915 – 1918), командир на 13-и пехотен рилски полк (1925 – 1928, 1931 – 1934), на 22-ри пехотен тракийски полк (1934) и на 7-а пехотна рилска дивизия (1935 – 1938).

## Биография
Захари Доспевски е роден на 17 октомври 1887 г. във Враца. На 22 септември 1909 г. завършва Военното на Негово Величество училище и е произведен в чин подпоручик. На 22 септември 1912 г. е произведен в чин поручик. Взема участие в Балканската (1912 – 1913) и Междусъюзническата война (1913). На 1 октомври 1915 г. е произведен в чин капитан.
През Първата световна война (1915 – 1918) капитан Доспевски е командир на рота от 22-ри пехотен тракийски полк, за която служба съгласно запоевед № 679 от 1917 г. по Действащата армия е награден с Военен орден „За храброст“, IV степен, 1 клас, а със заповед № 355 от 1921 година е награден със Народен орден „За военна заслуга“ IV степен с военно отличие.
На 1 април 1919 г. е произведен в чин майор, а на 6 май 1923 г. в чин подполковник. Служи в 6-и пехотен търновски полк, Орханийското военно окръжие, 8-и пограничен сектор и като началник на 24-ти пограничен участък. През 1924 г. подполковник Доспевски е назначен за адютант на 1-ви пехотен софийски полк, а от следващата година служи в 13-а пехотна рилска дружина. В периода от 4 юни 1925 до 30 януари 1928 г. служи като командир на 13-а пехотна рилска дружина. През 1929 г. е назначен на служба във Военното на Негово Величество училище, на 15 май 1930 г. е произведен в чин полковник и същата година е назначен за началник-щаб на 1-ва пехотна софийска дивизия.
На 28 февруари 1931 полковник Доспевски поема отново командването на 13-и пехотен рилски полк, на която служба е до 9 юни 1934, когато е назначен за командир на 22-ри пехотен тракийски полк, но още същата година е изпратен за ревизор в Главното интендантство. През 1935 г. е назначен за помощник-командир на 1-ва пехотна софийска дивизия и от същата година поема командването на 7-а пехотна рилска дивизия. На 3 октомври 1936 е произведен в чин генерал-майор. През 1938 г. е уволнен от служба.

## Семейство
Захари Доспевски е женен и има 2 деца.

## Военни звания
- Подпоручик (22 септември 1909)
- Поручик (22 септември 1912)
- Капитан (1 октомври 1915)
- Майор (1 април 1919)
- Подполковник (6 май 1923)
- Полковник (15 май 1930)
- Генерал-майор (3 октомври 1936)

## Награди
- Военен орден „За храброст“ IV степен 1 клас (1917)
- Народен орден „За военна заслуга“ IV степен с военно отличие (1921)

## Образование
- Военно на Негово Величество училище (до 1909)